# Sicamous
Sicamous är en ort i Kanada.   Den ligger i provinsen British Columbia, i den södra delen av landet, 3 200 km väster om huvudstaden Ottawa. Sicamous ligger 355 meter över havet och antalet invånare är 2 732.
Terrängen runt Sicamous är bergig åt sydost, men åt nordväst är den kuperad. Sicamous ligger nere i en dal. Runt Sicamous är det mycket glesbefolkat, med 2 invånare per kvadratkilometer.. Det finns inga andra samhällen i närheten. 
I omgivningarna runt Sicamous växer i huvudsak barrskog.